# Pro Architectura díj

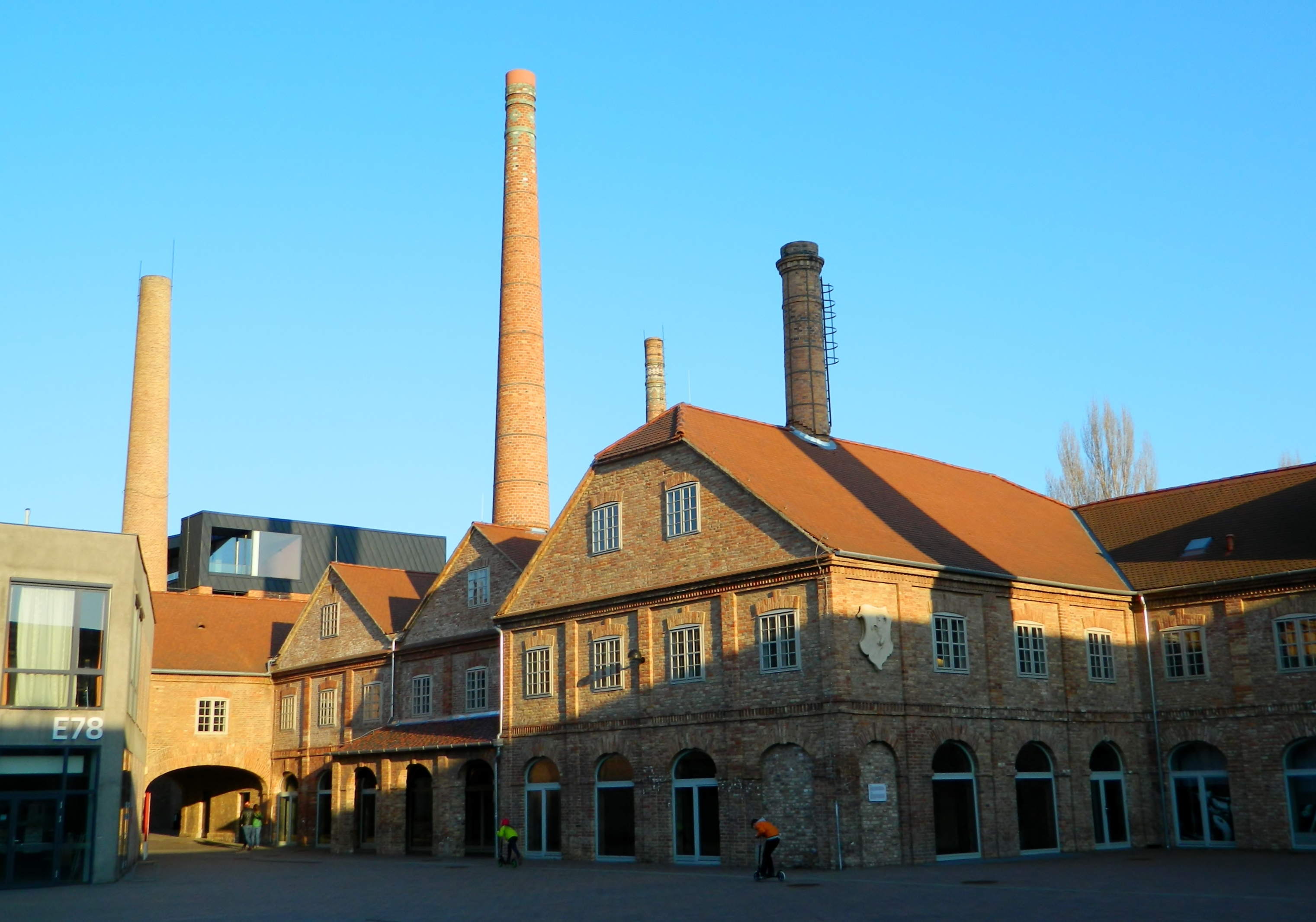
A pécsi Zsolnay Kulturális Negyed részlete, amelyet 2013-ban díjaztak

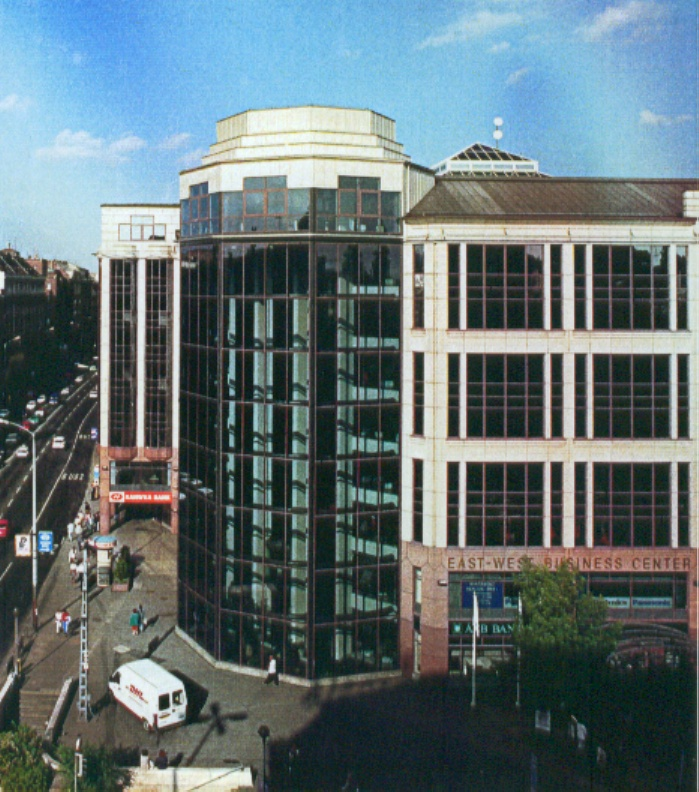
Zalaváry Lajos munkája, az 1992-ben díjazott budapesti East-West kereskedelmi központ

A Pro Architectura díj 1992 óta adományozott magyar építészeti és urbanisztikai elismerés, amelyet az illetékes miniszter ítél meg „a magyar építészeti kultúra népszerűsítésében, a minőségi épített környezet létrehozásában, az építészeti értékek megóvásában, és az építészeti szemléletformálásban kifejtett tevékenységért, valamint a Nemzeti építészetpolitika céljai érdekében elért kiemelkedő eredmények elismeréseként”. A magyar építészeti elismerések rangsorában a Pro Architectura díj az Ybl Miklós-díjat követi.

## A díj története
A Pro Architectura (lat. „építészetért”) díjat a környezetvédelmi és területfejlesztési miniszter alapította 1992-ben a környezetvédelem, a területfejlesztés, a természetvédelem és a környezet építése, alakítása és fejlesztése területén adományozható miniszteri elismerésekről szóló 5/1992. (II. 21.) KTM rendelettel.
A díj eredendően „egy adott építészeti alkotás kiemelkedő színvonalának elismeréseként” volt adományozható a tervező építészek számára, nyilvános pályázat nyomán. 2017-től az adományozottak köre kibővült, az új miniszteri rendelet értelmében a díj „valamely jeles építészeti városépítészeti, tájépítészeti, belsőépítészeti alkotás létrehozásában kifejtett építészeti-tervezői tevékenységért, az építészeti közéletben és oktatásban, az építészeti tervezés és tervpályázatok területén elért kiváló eredményekért, továbbá (a kiemelkedő építészeti alkotás megvalósításában közreműködő) építtetők, kivitelezők körében kerül kiosztásra”. A díjból 2013-ig évente legfeljebb öt, 2017-től évente legfeljebb tíz adományozható, az igazoló oklevél mellé 2017-től egymillió forint összegű pénzjutalom is járt.
Alapítása óta a díj több illetékes minisztériumhoz is tartozott. Eredetileg a Környezetvédelmi és Területfejlesztési Minisztérium, majd az Önkormányzati és Területfejlesztési Minisztérium illetékessége. 2010 után a Nemzeti Fejlesztési és Gazdasági Miniszterhez, majd a Belügyminiszterhez tartozott. 2014-2015-ben a díjat nem adták ki. 2016 óta a Miniszterelnökség ítéli oda, a 2017-es pályázatot a Lechner Tudásközponttal közösen hirdette meg.

## Díjazottak

### 2024
- Steffler István, Szloszjár György, Bőhm Gábor "A csend kolostora Oroszlány – Majkpusztán" projektért;
- Bordás Mónika a Vertfalú ház felújítása és bővítéséért;
- A CAN Architects: Köninger Szilárd, Cseh András, Élő József, Tátrai Ádám, Németh Dávid a Bazalt Iskola projektért;
- Szabó Levente DLA és Bartha András DLA a Normafa Síház rekonstrukciójáért és bővítéséért.[3]

### 2023
- Bődi Imre és Frikker Zsolt a Semmelweis Egyetem Egészségtudományi Karának új oktatási épületéért;
- Major Zoltán és Müllner Péter a cserépváraljai Munkás Szent József Templom felújításáért;
- Getto Tamás és Sztranyák Gergely az új Pécsi Vásárcsarnok épületéért.
- Hegedüs Csilla a bonchidai Bánffy kastély felújításáért.

### 2022
A díjakat nem adták át.

### 2021
Építészeti alkotás kategóriában

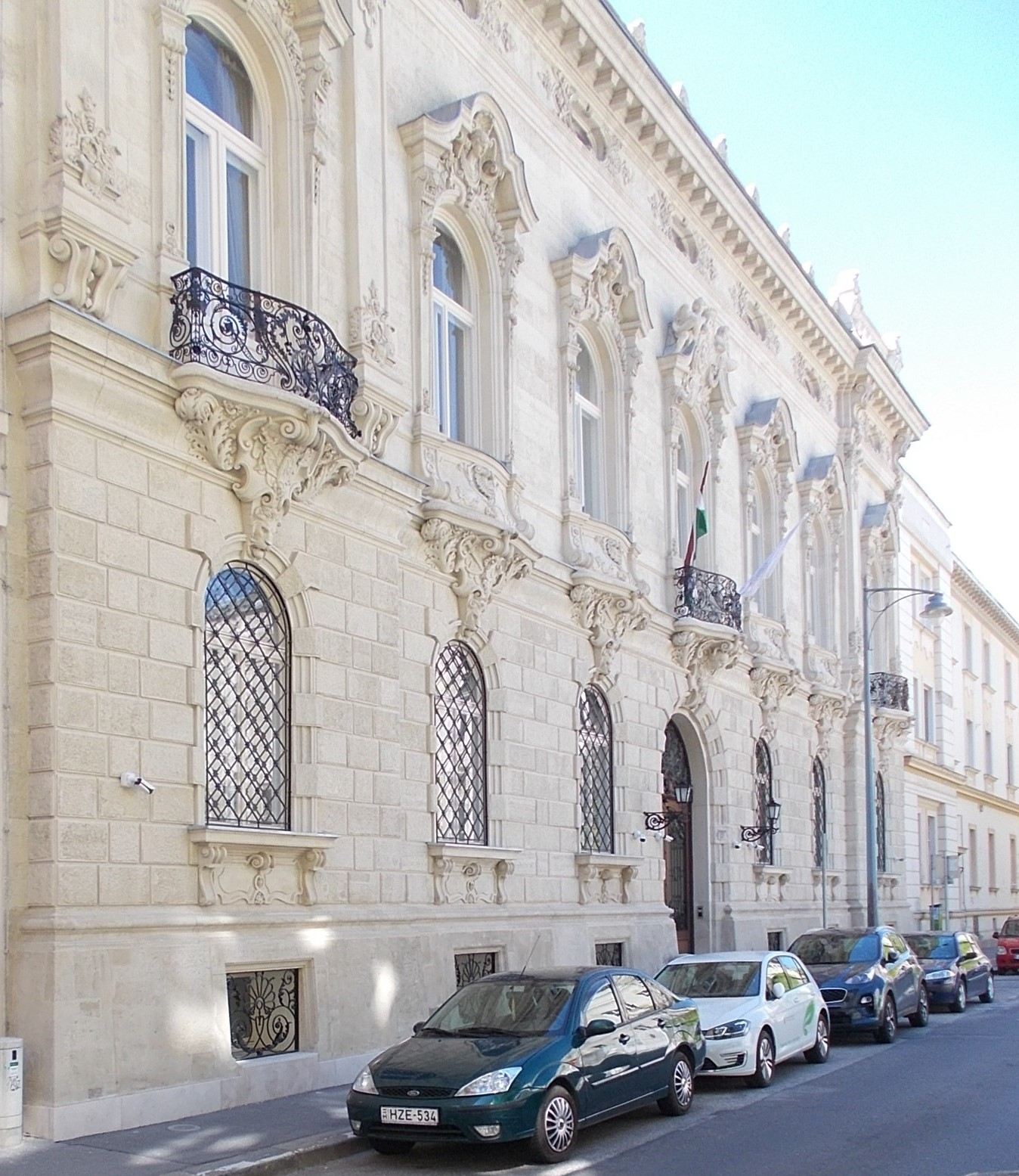
A budapesti Károlyi-Csekonics-palota, amelynek felújítását az építészeti alkotás kategóriában díjazták

- Máté Tamás és Vass-Eysen Áron a tahitótfalui Műteremház épületéért;
- Tótfalusi Gábor a marosvásárhelyi Caritas Központért;
- Marosi Miklós, Ács István, Ökrösné Pernesz Ágnes és Rabie Anisz a Magyar Állami Operaház és Erkel Színház Műhelyháza budapesti épületéért;
- M. Miltényi Miklós az alsóbogáti Festetics-Inkey kastély rendezvényterem épületéért;
- Kuli László a budajenői oktatási és igazgatási tömb új épületeiért;
- Bach Péter DLA, Molnár Csaba, Halmai Dénes és Terbe Rita DLA a budapesti Károlyi-Csekonics palotaegyüttes felújításáért és rekonstrukciójáért;
- Vasáros Zsolt DLA az Országos Múzeumi Restaurálási és Raktározási Központ és a Közép-Európai Művészettörténeti Kutatóintézet budapesti épületegyütteséért.

Építészeti közélet és oktatás kategóriában
- Bugár-Mészáros Károly György, a Műemlékek Állami Gondnoksága, valamint a Magyar Építészeti Múzeum egykori igazgatója

Építtető kategóriában
- A Magyar Bencés Kongregáció Pannonhalmi Főapátság a kőszegi Benedict Hotel épületéért

Kivitelező kategóriában
- Kelecsényi Gergely a Párizsi Udvar Hotel épületkerámia restaurálási munkáiért

### 2020
Építészeti alkotás kategóriában
- Dénes György a balatonfenyvesi gyermektábor tervezéséért;
- Détári György és Ferencz Marcel István a debreceni DEM Fenntartható Épületenergetikai Demonstrációs Központ épületéért;
- Dobrosi Tamás a felcsúti sport- és konferenciaközpont tervezéséért;
- Bartók István DLA és Fejérdy Péter a kőszegi Árpád-házi Szent Margit Római Katolikus Iskola új tornacsarnokáért;
- Nagy Márton Kálmán DLA, Falvai Balázs DLA és Török Dávid DLA a lendvai Magyar Főkonzulátus épületének rekonstrukciójáért;
- Péterffy Miklós a kolozsvári PJ-ház tervezéséért;
- Kokas László a budapesti Hild-villa rekonstrukciójáért.

Építészeti közélet és építészeti oktatásban kategóriában 
- Káldi Gyula okleveles építész, műemlékvédelmi szakértő.

Építtető kategóriában 
- Gödöllő Város Önkormányzata a gödöllői Várkapitányi Lak rekonstrukciójáért.

Kivitelező kategóriában
- Tündik Zoltán fém öntőmester a Várkert Bazár, a Budavári Főőrség és Lovarda épületei szobrainak rekonstrukciójáért.[4]

### 2019
Építészeti alkotás kategóriában

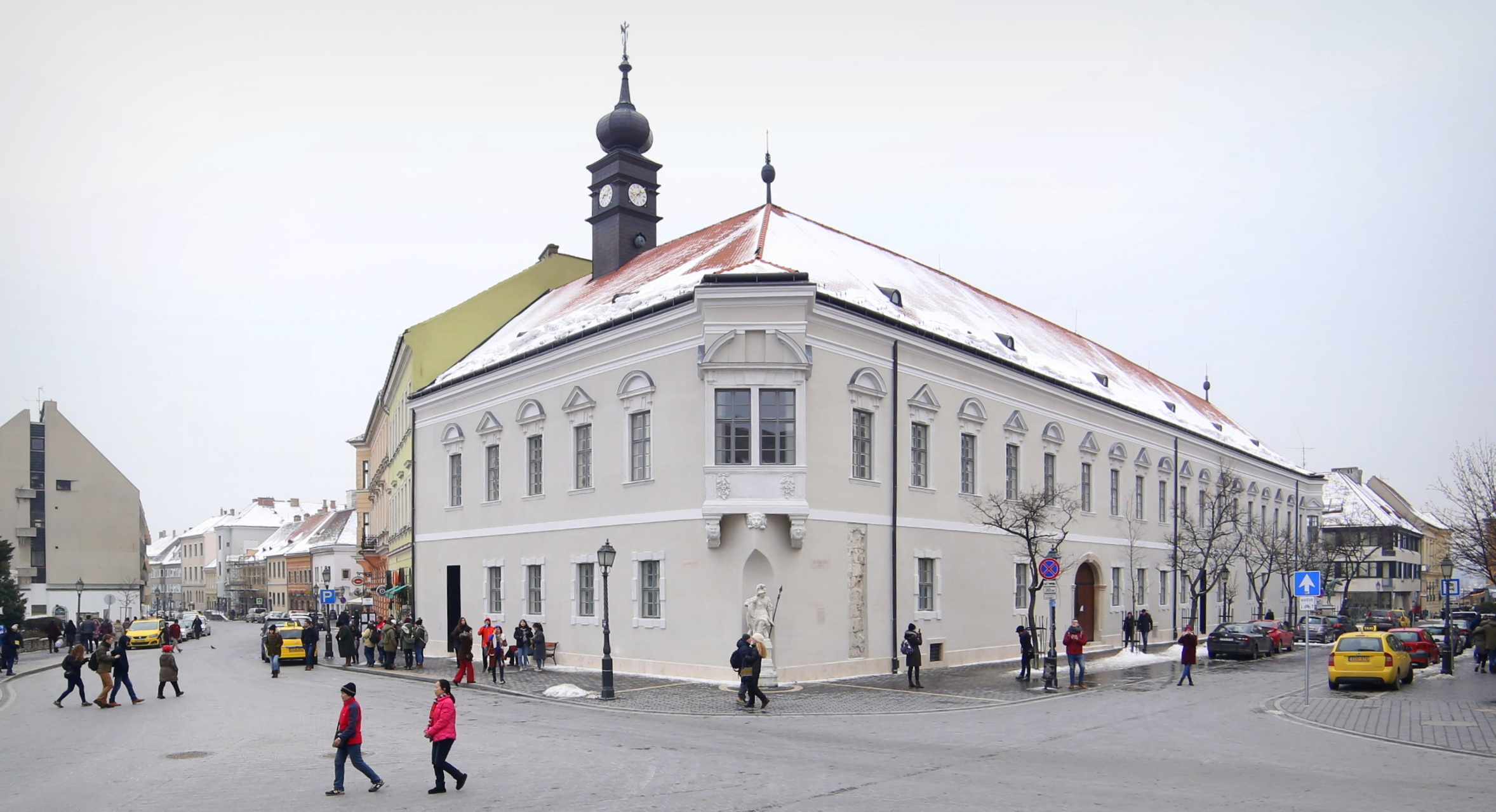
A régi budai városháza, amelynek felújításáért a Pallas Athéné Domus Sapientiae Alapítványt díjazták

- Furu Xénia, Guttmann Szabolcs István és Wagner Péter DLA a kolozsvári Püspöki Ház tervezéséért;
- Mányi István, Mányi Dániel, Gergely László, Kardos Gábor és Németh Krisztina a Szépművészeti Múzeum rekonstrukciójáért;
- Terdik Bálint a szobi Duna-Ipoly Tanuszoda tervezéséért;
- Katona András, Riedel Miklós Márton, Gyulai Attila a Nagykovácsiban található Teleki-Tisza Kastély felújításáért;
- a Fernezelyi Basa Iroda Építész Kft. a budapesti MLD46 lakóház tervezéséért;
- Gutowski Robert, Révai Attila, Kövér István, Boczkó Ákos a Pátyon megépült Szent II. János Pál Pápa Templom tervezéséért;
- Pottyondi Péter és Pottyondi Bence a Diósgyőri Stadionért.

Építészeti közélet és építészeti oktatásban kategóriában 
- Schrammel Zoltán, a BME Középülettervezési Tanszékének tanára.

Építtető kategóriában 
- a Pallas Athéné Domus Sapientiae Alapítvány a Régi budai városháza épületének létrehozásáért.

Kivitelező kategóriában
- Reznicsek Zoltán a Budavári Királyi Lovarda épületéért.[5]

### 2018
Építészeti alkotás kategóriában
- az Archi-Kon Korlátolt Felelősségű Társaság a budapesti Palatinus Strandfürdő felújításáért;
- az Avant-Garde Építész Stúdió Korlátolt Felelősségű Társaság a budapest-budafoki Szomszédok Piaca épületéért;
- Berecz Tamás DLA és Batári Attila DLA építészek a budapest-vizafogói Tours-i Szent Márton és Flüei Szent Miklós-plébániatemplom felújításáért és újjáépítéséért;
- Csóka Balázs építész a budajenői műemlék magtár helyreállításáért;
- Erhardt Gábor építész a mádi Rákóczi-Aspremont kúria felújításáért;
- Vikár András DLA, Lukács István és Gál Árpád építészek a budapest-kőbányai Ügyfélszolgálati Központ épületéért.

Építészeti közélet és építészeti oktatás kategóriában
- Budakalász Város Önkormányzata a pilisi térségi összefogásban betöltött szerepéért;
- Dr. Vámossy Ferenc A 20. század magyar építészete 1902-2002 című kétkötetes tudományos munkáért.

Építtető kategóriában 
- Mohácsi Bugarszki Norbert a mohácsi Szent Miklós vízimalom helyreállításáért.

Kivitelező kategóriában
- ifjabb Puskás András a budapesti-zugligeti Lóvasút állomásépületénél végzett tetőfedő és díszműbádogos munkálataiért.

### 2017
Építészeti-tervezői tevékenység kategóriában
- 4 Plusz Építész Stúdió Korlátolt Felelősségű Társaság az Egek Királynéja-templom (Újpest) épületének megújításáért, revitalizációjáért;
- Csontos Györgyi DLA egy ózdi gyárépület kulturális értékek megőrzése mellett történő újrahasznosításáért, korszerű építmény-együttessé való áttervezéséért;
- Füzes András a Tokaj belvárosában álló régi fogadó kávézóvá történő átalakításáért;
- a Gelesz és Lenzsér Építészeti, Mérnöki és Szolgáltató Korlátolt Felelősségű Társaság az Eiffel Palace kialakításáért;
- a Prof. Dr. habil Kistelegdi István DLA, Ph.D által vezetett tervezőiroda a komlói gyárépület egyedi átalakításáért;
- Salamin Miklós a Szerencsi cukorgyár régi raktárépületének átalakításáért.

Építészeti közélet és építészeti oktatás kategóriában
- Lőrinczné Balogh Krisztina
- az Építészfórum Kiadói Korlátolt Felelősségű Társaság

Építtető kategóriában
- MÁV Magyar Államvasutak Zrt.

Kivitelezői kategóriában
- Rostás Árpád[6]

### 2016

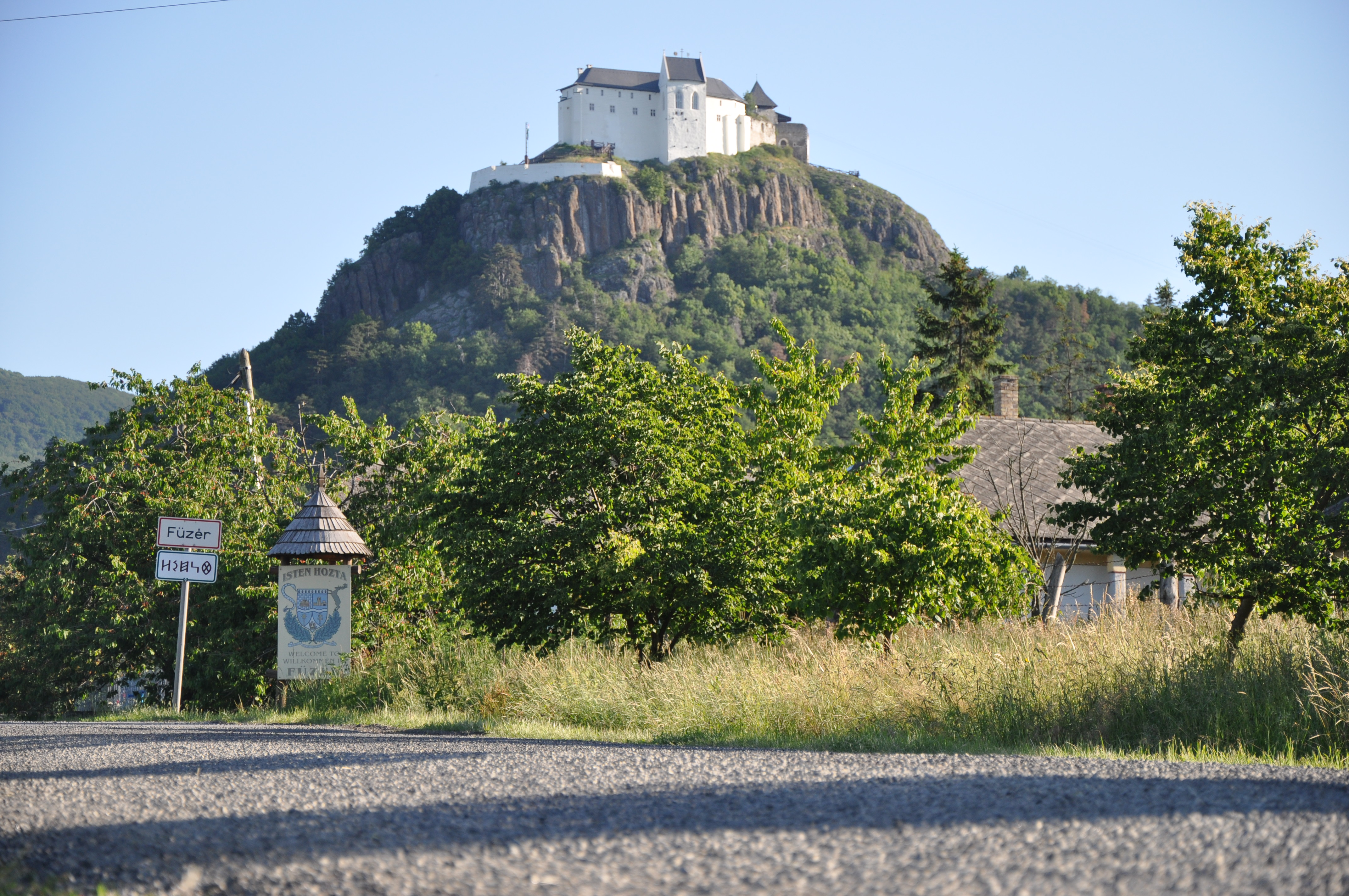
A füzéri vár, amelynek felújításáért a község önkormányzatát 2016-ban díjazták

Építészeti-tervezői tevékenység kategóriában
- Deák Zoltán a Kőbányai Szent László Plébánia átalakításáért;
- Gereben Marián Építészek Kft. az egri AÉS Borterasz és venyige SPA épületéért;
- Győrffy Zoltán a debreceni Szent György Római Katolikus templomért;
- Horváth Zoltán a Budakalászi Egészségház épületéért.

Építészeti közélet és építészeti oktatás kategóriában
- Dénes Eszter

Építészeti tervezés és tervpályázatok területén elért eredményeiért
- Hetedik Műterem Kft.

Építtető kategóriában
- Visegrád Város Önkormányzata
- Füzér Község Önkormányzata

Kivitelező kategóriában
- Áts Géza
- Kolyankovszky István[7]

### 2015
A díjakat nem adták át.

### 2014
A díjakat nem adták át.

### 2013

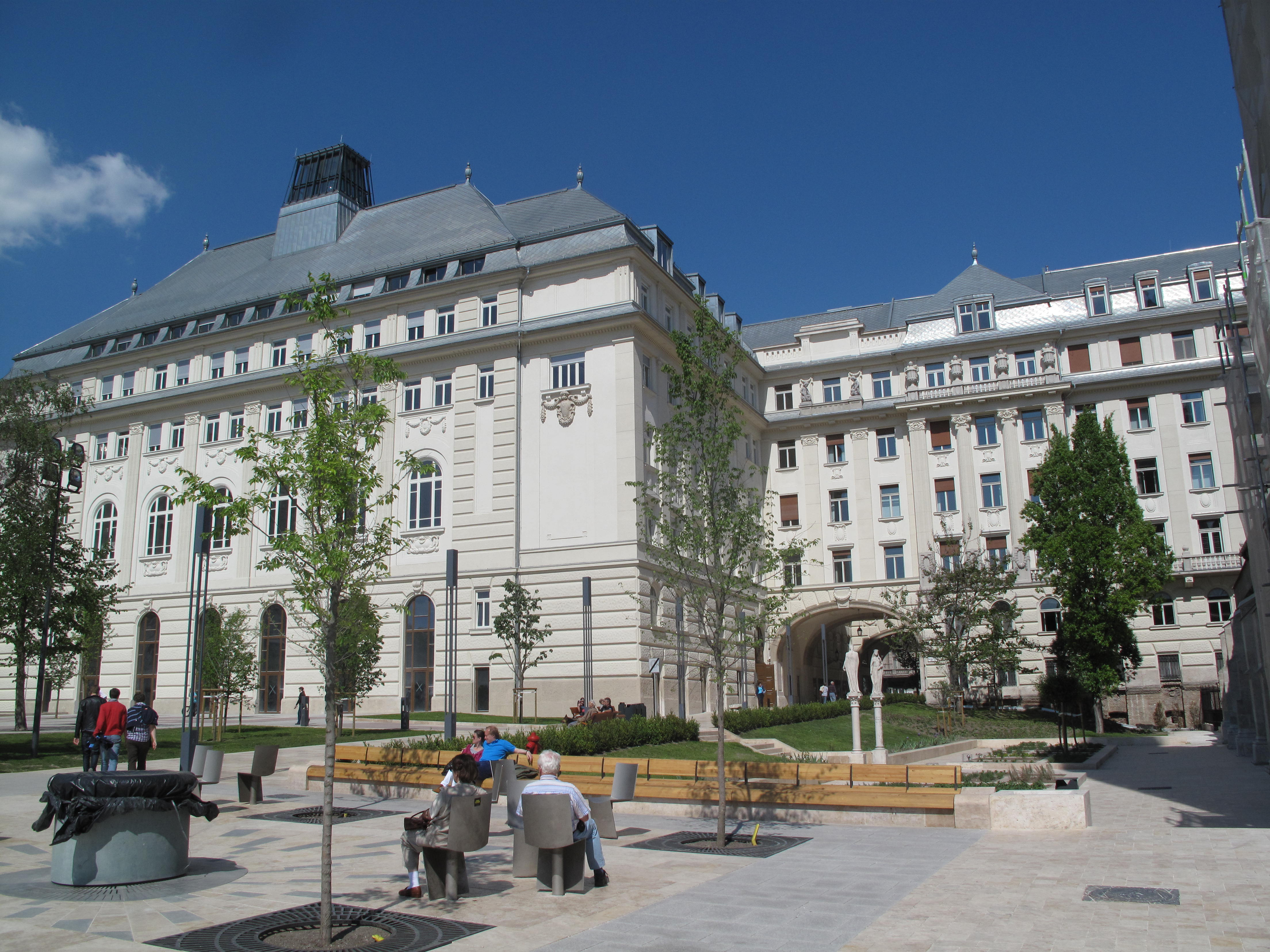
A budapesti Piarista Központ

- Baranyi-Csaba Katalin Ágnes, valamint Herczeg László és Pintér Tamás János (MCXVI Építészműterem Kft.) a Pécsi Zsolnay Kulturális Negyed tervezéséért (megosztva);
- Hajós Tibor (Hajós Építész Iroda Kft.) a gödöllői Királyi váró rekonstrukciójának tervezéséért;
- Golda János (M-Teampannon Kft.), valamint Kovács Zoltán (Kollektív Műterem Kft.) és Mészáros Erzsébet (KÁVA Építő, Vállalkozó és Szolgáltató Kft.) a Budapesti Piarista Központ "A" épülete rekonstrukciójának tervezéséért (megosztva);
- Kovács Péter DLA (Archiko Kft.) és Lengyel István (Lengyel Építész Műterem Kft.) a Debreceni Egyetem Informatikai Kar épületének tervezéséért;
- Krizsán András (MODUM Építésziroda Kft.), Csontó Judit Mónika (BÖRGER-K Bt.) és Debreczeni Szabolcs (Tátra Net Kft.) a zánkai Új Nemzedék Központ központi épülete átalakításának és bővítésének tervezéséért.[8]

### 2012

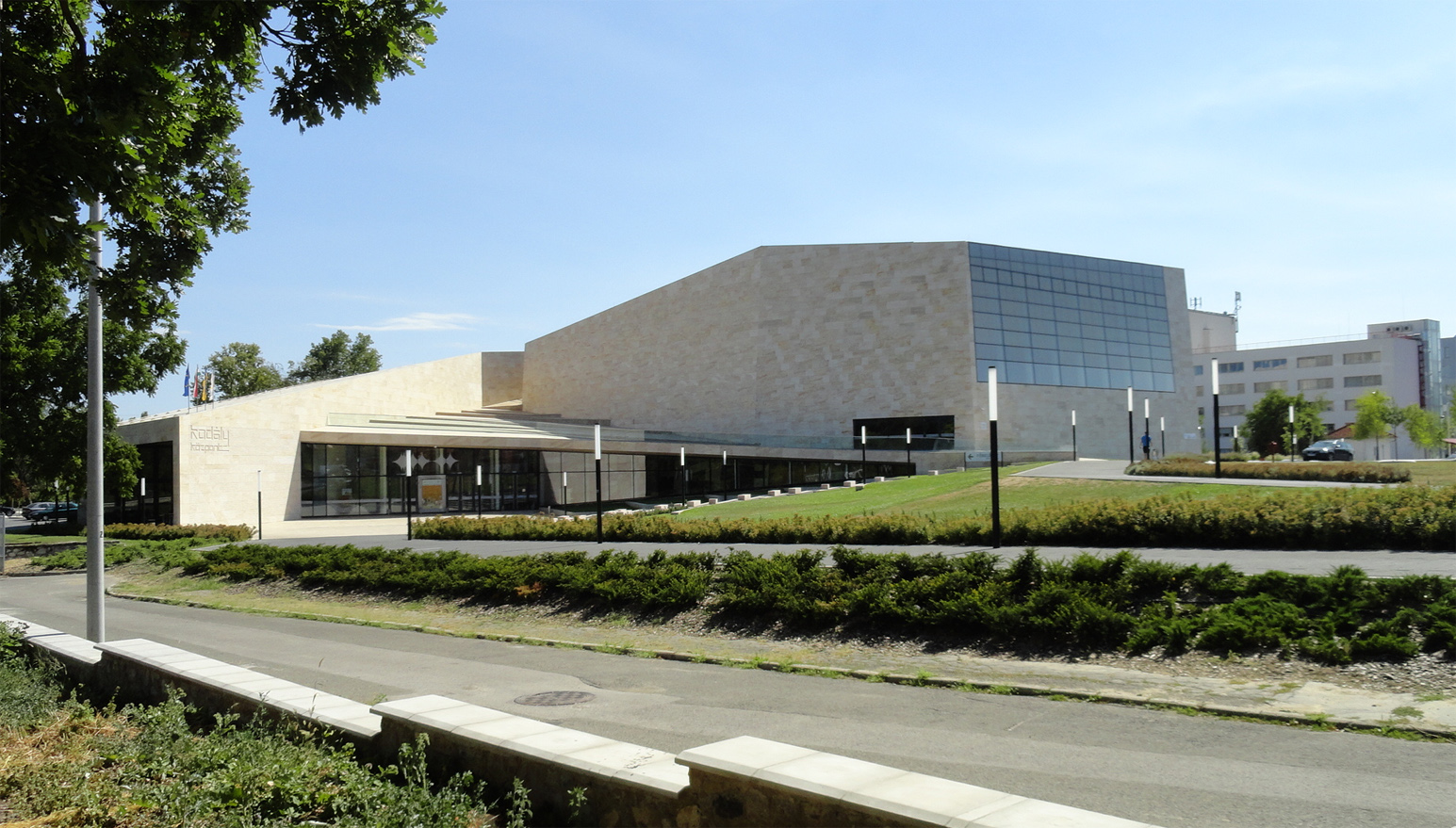
A pécsi Kodály Központ

- Tarnóczky Tamás Attila a Dél-Dunántúli Regionális Könyvtár és Tudásközpont épületének tervezéséért;
- Keller Ferenc és Sólyom Benedek János DLA a pécsi Kodály Központ épületének tervezéséért (megosztva);
- Czigány Tamás, Cseh András és Papp Róbert a pannonhalmai Szent Jakab zarándokház és kápolna tervezéséért;
- Kovács Csaba és Ásztai Bálint a dél-magyarországi villaépület és vendégház tervezéséért;
- Dévényi Márton Benedek és Gyürki-Kiss Pál a pécsi Szathmáry-palotarom rekonstrukciója tervezéséért.[9]

### 2011
- Szűcs Endre, Tóth Péter az alsóbogáti Festetics–Inkey-kastély helyreállítása tervezéséért (megosztva);
- Oláh Éva, Tóth Zoltán, Zoboki Gábor a budapesti Richter Gedeon Nyrt. Kémiai Kutatóépülete tervezéséért (megosztva);
- Guzmics György, Menyhárt Gergő, M. Guzmics Annamária, Guzmics-Kiss Andrea, Fenes Tamás a celldömölki Városháza épületének tervezéséért (megosztva);
- Kalo Emese, Pásztor József, Igar Péter, Dénes György a hatvani buszpályaudvar épületének tervezéésért (megosztva);
- Bartók István, Benárd Aurél, Bojti Anna, Fejérdy Péter, Natta Anikó, Tatár Balázs a paksi Erzsébet Szálló bővítésének tervezéséért (megosztva).[10]

### 2010
- Noll Tamás DLA és Madzin Attila (M-Teampannon Kft.) a Semmelweis Orvostudományi Egyetem, Budapest, IX., Tűzoltó utcai Oktatási és Kutatási Központja tervezéséért (megosztva);
- Perényi Tamás DLA és Kolossa József DLA a Budapest, XXII. kerület kamaraerdei úti budafoki víztorony tervezéséért (megosztva);
- Bulcsu Tamás és Fortvingler Éva (munkacsoport.net) a Balatonakarattya, Hosszúmező utcai családi nyaraló tervezéséért (megosztva);
- Turányi Gábor DLA és Turányi Bence (T2.a Építész Iroda Kft.) a Budapest, XI. kerület Bercsényi utcai „Simplon A” lakóépület tervezéséért (megosztva);
- Hőnich Richárd DLA (Építész Stúdió Kft.), Szabó Levente DLA (Hetedik Műterem KFt.) és Marosi Bálint DLA (Budapesti Műszaki és Gazdaságtudományi Egyetem, Építészmérnöki Kara Középülettervezési Tanszéke), valamint Józsa Ágota és Terbe Rita (CUBO Építészcsoport Kft.) a Budapest, IX. kerület Könyves Kálmán körúti Népliget Center irodaház-együttes tervezéséért (megosztva).[11]

### 2009
- Lukács István, Vikár András DLA és Gaschler Gábor a Graphisoft Park „M” épületéért (Budapest III.);
- Ferencz Marcel DLA a Hun Fürdő épületéért (Bodrogkeresztúr);
- Csomay Zsófia és Nagy György a Völgyikúti Ház épületéért (Veszprém);
- Pozsgai Zoltán és Takács Attila a Lovassy László Gimnázium új tornaterméért (Veszprém);
- Steffler István, Kontra Dániel és Salgó Borbála a Kopaszi-gát revitalizációjának táj- és kertépítészeti munkáiért (Budapest, XI.).[12]

### 2008
- Mikó László és Szántó Tibor (megosztva) a Szegedi Tudományegyetem Tanulmányi és Információs Központja épületének tervezéséért;
- Z. Halmágyi Judit és Király Zoltán (megosztva) a Budapest, V. Deák Ferenc u. 15. alatti lakóház („Deák-palota”) rekonstrukciójának tervezéséért;
- Kálmán Ernő DLA a budapesti Kálvin János Református Idősek Otthona (XII. Nógrádi utca) épületének tervezéséért;
- Jánosi János a Budapest – VI. kerületi Lovag utca – Weiner Leó utcai társasház tervezéséért;
- Sugár Péter, ifjabb Benczúr László, Batári Attila és Kara László a budapesti Lánchíd19 Design Hotel épületének tervezéséért.[13]

### 2007
- Dr. Anthony Gall, Pintér Tamás János és Csaba Katalin Ágnes az erdőbényei Béres Szőlőbirtok és Pincészet épületegyüttesének tervezéséért (megosztva);
- Kalmár László és Zsuffa Zsolt (Zsuffa és Kalmár Építész Műterem) a budaörsi Városháza épületének tervezéséért (megosztva);
- Karácsony Tamás, Kern Orsolya és Klobusovszki Péter a veszprémi Dubniczay-palota rekonstrukciójának és bővítésének tervezéséért (megosztva);
- Koller József és Csatai László (Koller és Társa Tervező Kft.) a debreceni Ítélőtábla és Fellebbviteli Ügyészség épület-komplexumának tervezéséért (megosztva);
- Pálfy Sándor, Fialovszky Tamás, Sajtos Gábor és Ivanics Éva (Építész Stúdió Kft) a szombathelyi „Arena Savaria” Városi Sportcsarnok épületének tervezéséért (megosztva).[14]

### 2006
- Hajnal Zsolt a budai Kapás utcai lakó-együttes tervezéséért;
- Mórocz Tamás a budapesti Toldy Ferenc Gimnázium tornatermének tervezéséért (tervezőtársa Földes László);
- Páll Anikó a mosonmagyaróvári műemlék-rekonstrukció és a hozzákapcsolódó lakóház együttes tervezéséért;
- Zoboki Gábor a budapesti Művészetek Palotája tervezéséért;
- Golda János és Szenderffy Gábor a Debreceni Egyetem Élettudományi Épülete és Könyvtára tervezéséért (munkatárs: Mészáros Erzsébet, képzőművész: Megyik János).[15]

### 2005
- Csernyánszky Gábor a 73 lakásos csepeli lakótömb (Budapest, XXI. Rákóczi Ferenc út 93-105.) épületéért;
- Czigány Tamás, Papp Róbert és Tóth Györgyi a Pannonhalmi Bencés Főapátság Borászata (Pannonhalma, Vár 1.) épületéért;
- Mányi István a Holokauszt Dokumentációs Központ és Emlékhely (Budapest, IX. Páva u. 39. – Tűzoltó u. 26.) épületéért (belsőépítészek: Szenes István és Gergely László; kertépítész: Török Péter);
- Major György a Jézus Szíve Népleányai Társasága Központi Anyaháza és Kollégiuma (Budapest, VIII. Horánszky u. 14.) épületéért;
- Plájer János és Szabó Tamás János a háromlakásos társasház (Budapest, II. Endrődy Sándor u. 20/b.) épületéért.[16]

### 2004
- Bodonyi Csaba a Miskolc-Tapolca, Barlang- és Gyógyfürdő rekonstrukciójáért;
- Lantay Attila és Sebestyén Péter a Somogyvár Romnéző Kilátóért;
- Marosi Miklós az Uzsoki Utcai Kórház új manuális tömbjéért (Budapest, XIV.);
- Földes László és Pethő László a pilisszentiváni W.E.T. Kutató-fejlesztő (ma: Gentherm Hungary Kft.) épületért;
- Tima Zoltán a Riverside apartmanházért (Budapest, XIII.).[17]

### 2003
- Nagy Iván és Cságoly Ferenc (Építész Stúdió Kft.) a Science Park Irodaház „A” ütem (Budapest, XI. Irinyi utca 4-20.) épületéért;
- Horváth Lajos (KÖZTI Rt.) építész tervező, valamint Molnár Tibor, Ladics Ilona, Radványi Katalin munkatársak és Schinagl Gábor belsőépítész tervező az Óbuda Gate Irodaház – Budapest (II. Árpád fejedelem útja 26-28.) épületéért;
- Patartics Zorán (Horváth és Patartics Építész Iroda Kft. Pécs) építész tervezők, belsőépítészek, valamint Jávorka Noémi, ifj. Perényi László munkatársak a gyulai posta épületéért;
- Viszlai József (Viszlai Építész Iroda Kft.) a Miskolci Galéria (Rákóczi-ház, Miskolc) épületéért.[18]

### 2002
- Balázs Tibor a Kodály Zoltán Zenei Általános Iskola (Nyíregyháza, Vay Ádám krt.) épületéért;
- Basa Péter a budakeszi Határainkon túli magyarok református emléktemploma épületéért;
- Hegedűs Péter a Fővárosi Szabó Ervin Könyvtár épületéért;
- Csomay Zsófia és Magyari Éva (megosztva) a Herendi Porcelánmanufaktúra Zrt. porcelánmúzeumának belsőépítészeti kialakításáért;
- Puhl Antal, Dajka Péter, Marián Balázs és Dobrányi Ákos (megosztva) a MOM Park multifunkciós központ és irodaházak (Budapest, Csörsz utca) tervezéséért.[19]

### 2001

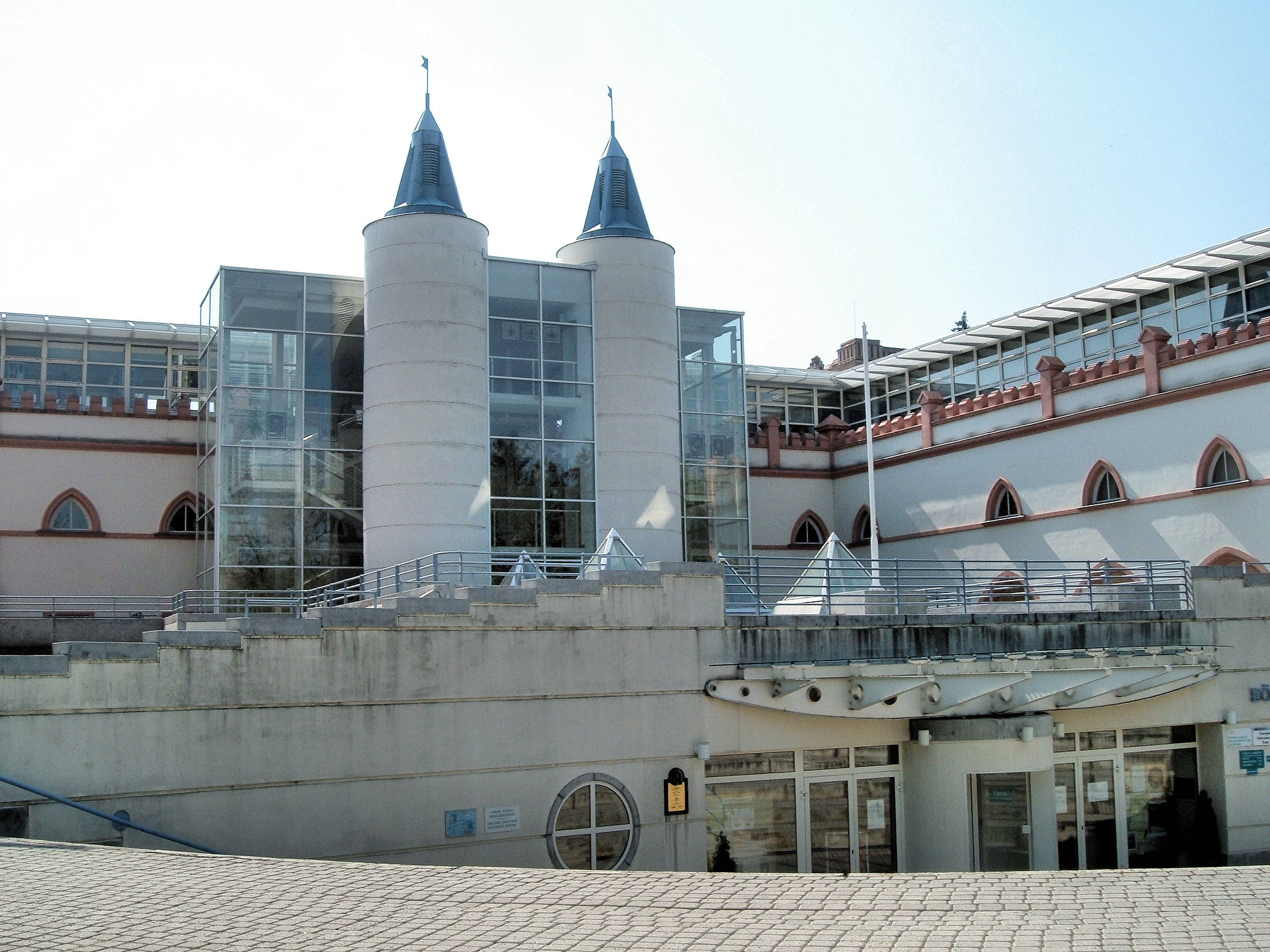
A veszprémi Eötvös Károly Megyei Könyvtár

- Lázár Antal, Szécsi Zoltán (A & D Stúdió, Budapest) a veszprémi Eötvös Károly Megyei Könyvtár rekonstrukciójáért;
- Lukács István és Vikár András (Lukács és Vikár Építész Stúdió Kft., Budapest) a budapesti Graphisoft Park Fejlesztési épületéért;
- Skardelli György (KÖZTI) a Knorr-Bremse kutatási és fejlesztési központ (Budapest, XI., Major utca) épületéért;
- Ferencz István a Miskolc- Avasi Katolikus egyházi együttesért;
- Vadász Bence (Vadász és Társai Építőművész Kft., Budapest) a Margit ház budapesti irodaépületért.[20]

### 2000
- Tomay Tamás a Budapest, Pasaréti út 106. alatti családi villa felújítása és bővítése tervezéséért;
- Gereben Gábor és Pataky Dóra (Gereben és Társai Bt.) a Budapest, Károlyi Mihály u. 9. alatti Centrál Kávéház és irodaház helyreállításáért;
- Csikós Zoltán és Varga Levente (ATLANT Épülettervező Kft.) a Pécsi Szívgyógyászati Klinika épületéért;
- Puskás Péter és Rudolf Mihály a Miskolc-Tetemvári Deszkatemplom újjáépítéséért és rekonstrukciójáért;
- Sáros László (Sáros és Társa Építésziroda Bt.) a Telki, Galagonya utca alatti családi ház tervezéséért.[21]

### 1999
- Laczkovics László, valamint Potzner Ferenc, Fejérdy Péter, Járomi Irén építész munkatársak és Kerecsényi Zsuzsa belsőépítész a vecsési Falusi iskola épületéért;
- Cságoly Ferenc, Hőnich Richárd (Építész Stúdió Kft.), Bozó András építész tervezőtárs, valamint: Fehér Zoltán, Takács Zsófi, Tolnai Tibor, Benedek Erika, Handa Péter, Göcsei Sándor, Koppányi Zsolt (Stúdió Archi-tect Bt.) építész munkatársak a Fény utcai piac, Budapest épületéért;
- Kovács Péter, Lengyel István a tiszaújvárosi Sportcentrum rekonstrukciójáért;
- Csongrádi János a budaörsi I. világháborús Német-Magyar Katonai Temető fogadóépülete és főkeresztje tervezéséért;
- Pálfy Sándor (G-H-I épület) és Keller Ferenc (A épület) (Építész Stúdió Kft.), valamint Bozó András, Felix Zsolt, Marosi Bálint építész munkatársak a budapesti Csejtei utcai lakópark A-G-H-I épületek tervezéért.

### 1998
- Kőnig Tamás, Wagner Péter, Pásztor József, továbbá Gosztonyi Miklós, Kalo Emese, Gábor, Szabó Andrea építész munkatársak az Újpest, Erzsébet utcai (eredetileg Útvasút, később) OTP irodaházért;
- Patartics Zorán (Horváth és Patartics Építész Iroda Kft.), valamint Frank György belsőépítész tervezőtárs és ifj. Perényi László, Jávorka Noémi, Nyári Barna építész munkatársak Gandhi Alapítványi Gimnázium és Kollégium átalakítása I. ütemének tervezéséért;
- Boros Pál, valamint Farkas Gábor, Brenyó Péter (Farkas & Guha Kft.), Tóth Tamás, Fazekas Mihály (Épterv Kft.), Vas Tibor építész munkatársak, illetve Vass-Eysen Ervin belsőépítész a Kodály Zoltán Ének-zenei Általános Iskola, Gimnázium és Zeneművészeti Szakközépiskola kecskeméti épületéért;
- Balázs Mihály, Fejérdy Péter a soproni Szent Imre plébániatemplom épületéért (pályázati terv: Fejérdy Tamás, Fejérdy Péter);
- Németh Ferenc és Varga Béla a telki lakópark tervezéséért.

### 1997
- Lenzsér Péter (Lenzsér és Társa Építészeti és Mérnöki Kft.) tervező építész és Gelesz András építész munkatárs a mosonmagyaróvári Újhelyi Imre Általános Iskola 8+1 tantermes bővítéséért;
- Turányi Gábor, Földes László (I. ütem) építészek, Göde András belsőépítész, a visegrádi Erdei Iskola épületéért;
- Szász László (MATERV Kft.) építész tervező és Hajnády Erzsébet (MATERV Kft.) építész munkatárs a GlaxoWellcome Gyógyszergyár Központi Iroda, Raktár- és Csomagolóépületéért (Törökbálint);
- Pelényi Margit a szentlőrinci Ravatalozó épületéért.

### 1996
- Gál Tibor (Állami Műemléki és Restaurálási Központ) az ócsai műemlék templom helyreállításáért;
- Vadász György és Ádám Ildikó (Vadász és Társai Építőművész Kft.) a Hunguest Nemzeti Üdültetési és Vagyonkezelő Rt. budapesti iroda- és vendégházáért;
- Bolla Ákos (Schőmer Urbanconsult Kft.) a budapesti Hegyhát utcai Általános Iskola és Diákotthon épületéért.

### 1995
- Csomay Zsófia, Heppes Miklós (CET Budapest Rt.) a budapesti Art Hotel épületéért;
- Koller József a „Kócsagvárért”, a Fertő–Hanság Nemzeti Park székházáért;
- Marosi Miklós, Farkas Dániel (KÖZTI Rt.) a Budapest I., Mészáros utcai irodaház épületéért;
- Marton Tibor a kecskeméti 2. sz. Postahivatal épületéért.

### 1994
- Czigány Tamás a győri Apor Vilmos Katolikus Iskolaközpont épületéért;
- Dévényi Sándor a Munkácsy utcai Iroda- és üzletház épületéért, Pécs;
- Farkas Gábor és Öveges László a kiskunfélegyházi Üzletközpont épületéért;
- Luchesi Ottó a pécsi Orvostudományi Egyetem Vesegyógyászati Központja épületéért.

### 1993

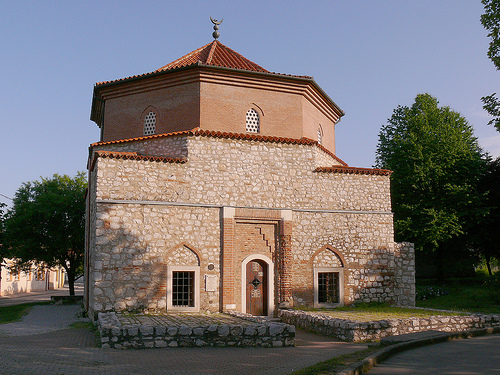
Malkocs bég siklósi dzsámija

- Kálmán Ernő a Nemzetközi Kereskedelmi Központ épületéért (Budapest, XIII. Váci út 140.);
- Koris János a párizsi UNESCO központ kertjében épült Hollókő pavilonért;
- Mendele Ferenc, Cséfalvay Gyula a siklósi Malkocs bég dzsámija helyreállításáért;
- Török Ferenc és Balázs Mihály Vatikán Szent Állam budapesti nagykövetségi épületéért.

### 1992
- Dr. Bachman Zoltán a pécsi Korsós sírkamra helyreállításáért és bemutatásáért;
- Kistelegdi István a pécsi „FEMA” autós bevásárlóközpont épületéért;
- Masznyik Csaba a kiskunhalasi Kereskedelmi és Hitelbank épületéért;
- Zalaváry Lajos (KÖZTI Rt.) a Kelet-Nyugat Kereskedelmi Központ (Budapest) épületéért.[22]

## Kapcsolódó honlapok
- A díj saját honlapja: